# Hans-Gerd Jauch

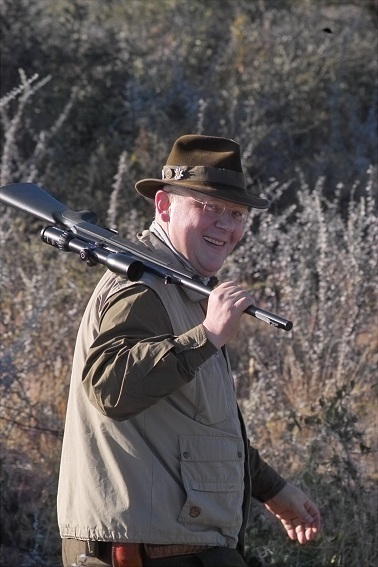
Hans-Gerd Jauch (2008)

Hans-Gerd Hermann Jauch (* 10. März 1953 in Bad Honnef) ist ein deutscher Wirtschaftsjurist, Krisenmanager und Insolvenzverwalter.

## Familie
Jauch entstammt dem hanseatischen Geschlecht Jauch. Er ist der Sohn des Kaufmanns Robert Jauch (1913–2000), vormals Artillerieoffizier im Panzer-Artillerie-Regiment 16 der 16. Panzer-Division und 1950 einer von 5.000 heimgekehrten Teilnehmern der Schlacht von Stalingrad. Sein Großvater war der Offizier Hans Jauch. Sein Bruder ist der Franziskaner Robert Jauch OFM, sein Cousin der Fernsehmoderator Günther Jauch. Jauch ist verheiratet und hat sechs Kinder.

## Leben

### Ausbildung
Jauch machte 1971 das Abitur am Staatlichen Humanistischen Quirinus-Gymnasium in Neuss. Ende 1975 begann er mit dem Studium der Philosophie und der Jurisprudenz an der Rheinischen Friedrich-Wilhelms-Universität Bonn, trat der katholischen Studentenverbindung K.St.V. Arminia Bonn im KV bei und war in der Hochschulpolitik aktiv. Jauch, der anfangs den Arztberuf angestrebt hatte und 1974 ein Staatsexamen in der Krankenpflege abgelegt hatte, war zunächst in der Psychiatrie tätig. 1990 wurde er Rechtsanwalt.

### Berufliches Wirken
1991 begann Jauch als Anwalt bei Schlütter, Lüer & Görg in Köln und wurde 1992 Partner von Lüer & Görg. 1996 war Jauch Mitbegründer von GÖRG Rechtsanwälte, zuletzt bis zu seinem Ausscheiden 2018 Seniorpartner.
Seit 1995 wickelt Jauch eigene Insolvenzverfahren ab. Sein erstes Verfahren wurde in der Fachpresse als „Kohle-Reiterei-Fall“ bekannt. Er war Insolvenzverwalter des Waffenhandelsunternehmens Kettner International in dessen erster und zweiter Insolvenz, des Mobilfunknetzbetreibers Dolphin Telecom und der am Neuen Markt gelisteten Telesens KSCL AG. Weiter war er Insolvenzverwalter der Stollcom AG & Co. und des „Burgenkönigs“ Herbert Hillebrand. Er war Geschäftsführer der operativen Gesellschaften in den eigenverwalteten Insolvenzverfahren Babcock Borsig und Agfaphoto. Ebenfalls als Geschäftsführer liquidierte er seit 2010 zahlreiche notleidende geschlossene Immobilienfonds mit einem Immobilienvermögen von 2 Mrd. Euro. 2011 wurde er Insolvenzverwalter von Arcandor, Primondo und Quelle, dem größten deutschen Insolvenzverfahren der Nachkriegszeit. 2013/2014 beriet Jauch die Solarworld bei der erfolgreichen außergerichtlichen Restrukturierung. Jauch ist seit 2019 in der von ihm gegründeten Sozietät „Jauch Dahl Linnenbrink Rechtsanwaltsgesellschaft mbH“ tätig.

### Sonstige Funktionen
Jauch war Gastdozent an der EBS Universität für Wirtschaft und Recht. Er ist Mitbegründer und Mitherausgeber der IILR – International Insolvency Law Review im Verlag C. H. Beck.
Jauch gehört dem Regionalbeirat West der Commerzbank an sowie verschiedenen Aufsichtsräten. Er ist Mitglied der Juristen-Vereinigung-Lebensrecht (JVL) im Bundesverband Lebensrecht. Er ist zudem Mitglied des Verbands der Insolvenzverwalter in Deutschland, VID.
Jauch war ab 1993 einige Jahre Vorstandsmitglied des Bundes Katholischer Unternehmer (BKU).

## Publikationen
- Michael Dahl, Hans-Gerd H. Jauch, Christian Wolf (Hrsg.): Sanierung und Insolvenz. Festschrift für Klaus Hubert Görg zum 70. Geburtstag. Verlag C.H. Beck, München 2010
- Hans-Gerd H. Jauch, Die Schnecke im Salat. In: Juristische Schulung (JuS), 1990, S. 706 – vgl. Christian Fahl: Jura für Nichtjuristen: In sieben unterhaltsamen Lektionen – Kapitel 2, Zivilrecht: Die Schnecke im Salat. C.H.Beck, 2010, S. 43 (books.google.de)
- Hans-Gerd H. Jauch: Historikergestalten der Arminia. In: Michael F. Feldkamp (Hrsg.): K.St.V. Arminia 1863–1988. Bonn 1988
- Hans-Gerd H. Jauch: Man wird eher vom Küssen schwanger als vom Zölibat pädophil. Was die nackten Zahlen über die Täter im Umfeld der Kirche und in der säkularen Gesellschaft sagen. In: Vatican-Spezial Das Kreuz mit dem Missbrauch, Mai 2010
- Hans-Gerd H. Jauch, Michael Dahl, Frank Linnenbrink: Mietrecht in Krise und Insolvenz. Verlag C.H. Beck, München 3. Aufl. 2022